# Ángela Ruiz
Ángela Ruiz Rosales (* 28. Juli 2006 in Saltillo) ist eine mexikanische Bogenschützin.

## Karriere
Ángela Ruiz begann im Alter von acht Jahren mit dem Bogenschießen. Ihr internationales Debüt bei den Erwachsenen gab sie beim Weltcup 2023 in Antalya, bei dem sie sogleich die Goldmedaille mit der Mannschaft gewann. Im Saisonverlauf gelang ihr außerdem ein zweiter Platz im Einzel beim Weltcup in Medellín. Mit der Mannschaft sicherte sie sich im Jahr 2023 außerdem die Bronzemedaille bei den Weltmeisterschaften in Berlin und die Silbermedaille bei den Panamerikanischen Spielen in Santiago de Chile. In San Salvador belegte sie bei den Zentralamerika- und Karibikspielen im Einzel den dritten Platz, während sie in der Mannschaftskonkurrenz die Goldmedaille gewann.
Das Jahr 2024 begann für Ruiz im April mit dem Gewinn der Silbermedaille im Mannschaftswettbewerb bei den Panamerikameisterschaften in Medellín. Bei den Olympischen Spielen 2024 in Paris vertrat sie Mexiko in zwei Wettbewerben. Zunächst startete Ruiz im Mannschaftswettbewerb an der Seite von Alejandra Valencia und Ana Paula Vázquez. Nach Rang drei in der Platzierungsrunde besiegte die mexikanische Mannschaft zunächst Deutschland mit 5:1, ehe im Halbfinale gegen China eine 3:5-Niederlage folgte. Im Duell um die Bronzemedaille traf Mexiko auf die Mannschaft der Niederlande und setzte sich mit 6:2 durch, sodass Ruiz, Valencia und Vázquez den dritten Platz belegten. Im abschließenden Einzel schloss Ruiz die Platzierungsrunde auf dem 24. Rang ab und traf in der ersten Runde auf die Britin Bryony Pitman. Mit 2:6 unterlag sie Pitman und schied vorzeitig aus.